# Diari d'una mainadera
Diari d'una mainadera (títol original en anglès The Nanny Diaries) és una pel·lícula còmica estatunidenca de 2007, dirigida per Robert Pulcini i protagonitzada per Scarlett Johansson. La història està basada en la novel·la The Nanny Diaries, d'Emma McLaughlin i de Nicola Kraus, qui també han sigut mainaderes algun cop a la seva vida.

## Argument
Annie (Scarlett Johansson) és una jove de 21 anys que ha acabat la seva carrera acadèmica. Tot i haver volgut estudiar antropologia, acaba fent una altra cosa, concretament la carrera que la seva mare volia.
Un bon dia, veu en un parc a un nen que està a punt de ser atropellat per un monopatí. L'Annie córrer a rescatar-lo amb la sort que el nen és d'una família molt adinerada que, casualitats de la vida, necessita una mainadera; per un malentès, resulta que la mainadera que necessiten acaba per ser precisament l'Annie.
Al principi les coses no acaben d'anar-li prou bé, fins que el nen i ella acaben per fer-se inseparables, tot i que això també acaba per provocar problemes a la llarga, ja que s'adona que la seva cap no passa temps amb el seu fill i està massa preocupada pels diners.
D'altra banda, l'Annie coneix el seu nou veí, l'Hayden (Chris Evans), del que s'hi queda penjada. Per una raó o una altra, l'Hayden la convida i ella accepta el convit que la porta fins al seu llit.
Cada dia, la relació amb el nen, l'Hayden i ella mateixa es fa més i més estreta, fins al punt que el nen comença a considerar l'Hayden com a pare. Aquí apareixen els problemes: fer front a aquesta dura cap que no té altra cosa al cap que els calés.

## Repartiment
- Scarlett Johansson: Annie 'Nanny' Braddock
- Chris Evans: Hayden "Harvard Hottie"
- Laura Linney: Mrs. Alexandra X
- Paul Giamatti: Mr. Stan X
- Nicholas Art: Grayer Addison X
- Donna Murphy: Judy Braddock
- Alicia Keys: Lynette
- Nina Garbiras: Miss Chicago
- Brande Roderick: Tanya
- Heather Simms: Murnel
- Julie White: Jane Gould
- Judith Roberts: Milicent

## Quant a la novel·la
La novel·la The Nanny Diaries ironitza sobre la classe alta de Manhattan, des del punt de vista de les mainaderes. Les dues autores del llibre estudiaven, mentre escrivien el llibre, a l'Escola Gallatin d'Estudis Individualitzats (Gallatin School of Individualized Study) de la Universitat de Nova York. La novel·la també va aparèixer, temps després, com a audiollibre, amb la veu de l'actriu Julia Roberts.

## Versió en català
La pel·lícula no va sortir al cinema en versió catalana, però sí que ho va fer en DVD i finalment a la televisió. Avui dia es pot trobar la pel·lícula en versió en català.